# Jerome Lawrence
Jerome Lawrence Schwartz (Cleveland, 14 de julho de 1915 – Malibu, 29 de fevereiro de 2004) foi um dramaturgo estadunidense.